# Tot (Roman)
tot. (Originaltitel: The Dark Tower III – The Waste Lands) ist der Titel eines im Jahre 1991 veröffentlichten Romans des Schriftstellers Stephen King und bildet den dritten Band der achtbändigen, düsteren Fantasy-Saga, die unter dem Titel Der Dunkle Turm bekannt ist. Die Hintergründe dieses Romanzyklus sind im dortigen Artikel ausführlich dargestellt.

## Inhalt
Am Anfang von tot. verlassen Roland, Eddie, ein ehemaliger Junkie aus New York und Susannah, eine Symbiose der beiden Charaktere aus der schizophrenen Odetta, das Westliche Meer und betreten einen großen, alten Wald.
Roland lehrt Eddie und Susannah die Grundregeln des Revolvermanntums. Beide lernen schnell und das müssen sie auch, denn sie werden von Shardik, einem uralten, gigantischen Cyborg-Bären angegriffen, der vom Alten Volk damit beauftragt wurde, ein Portal des Balkens zu beschützen. Alles in allem gibt es zwölf solcher Portale in Rolands Welt, die alle von einem anderen Tier bewacht werden. Diese Portale sind zugleich Anfangs- und Endpunkt von sechs Balken, die fast unsichtbar, aber trotzdem mächtiger als vieles andere auf der Welt, in ihrer Mitte zusammenlaufen und dort den Dunklen Turm stützen.
Sie besiegen Shardik schließlich, indem sie die Antenne auf dessen riesigen Kopf abschießen und folgen dem Pfad des Balkens in Richtung des dunklen Turmes.
Roland hat in der dritten Tür in „Drei“ den Mann getötet, der den jungen Jake vor ein Auto stoßen sollte, bevor er selbst ihn genau davon abgehalten hat. Das löst ein Paradoxon in Rolands Geist aus, das schlimmer zu sein scheint, als seine fast tödliche Blutvergiftung am Strand des Westlichen Meers. Er hatte Jake in dem Rasthaus in der Wüste vorgefunden und mitgenommen. Jetzt hat er Jack Mort, Jakes Killer, vom Mord an dem Jungen abgehalten, weswegen Jake im Rasthaus niemals zu Roland gestoßen ist. Trotzdem hat Roland noch die Erinnerung an den Jungen.
Und der Junge erinnert sich an Roland. Er weiß aus irgendeinem Grund, dass er eigentlich tot sein müsste, es aber nicht ist. Ziel- und wahllos streift er wie ein Untoter durch New York und findet dort schließlich die Rose. Ein mächtiges Sigul, das hinter einem Bretterzaun auf einem unbebauten Gelände mitten in New York steht. Jake merkt, dass diese Rose das Gute symbolisiert, vielleicht sogar das Gute selbst ist und begreift, dass er sie schützen muss. Denn die Rose ist in Gefahr.
Nach einiger Suche (sowie einer kurzen Begegnung mit Eddie im Kinderalter) betritt Jake ein altes, verwunschenes Haus, das schon ewig den Ruf eines Spukhauses hat. Gleichzeitig betritt Rolands Ka-Tet einen Dämonenkreis in Mittwelt. Susannah kümmert sich nicht gerade damenhaft um den dort hausenden Dämon, während Roland es am Ende schafft, mit Hilfe eines Schlüssels, den Eddie geschnitzt hat, die Tür zu Jakes Welt zu öffnen. Der Junge wird von einem Dämonen, der das Haus selbst zu sein scheint, gejagt und fast getötet, doch Roland gelingt es letztendlich, unter anderem mithilfe des Khefs (Gedankenkontakt innerhalb eines Ka-Tets), Jake in seine Welt herüber zu ziehen.
Wieder vereint in Mittwelt, reist die Gruppe weiter entlang des Balkens. Jake findet einen Billy-Bumbler, ein hundeähnliches Tier, das über rudimentäre Sprachfähigkeiten verfügt. Gemeinsam erreichen sie eine große Stadt, die Eddie an sein New York erinnert, allerdings nur, was die Größe angeht, denn die Stadt ist völlig zerstört und heruntergekommen.
In ihrem Inneren kämpfen zwei widerstreitende Gruppierungen gegeneinander und das Ka-Tet wird in diesen Krieg miteinbezogen.
Jake wird entführt und später wieder gerettet und das Ka-Tet schafft es schließlich an Bord von Blaine – dem Mono, einer alten, vergessenen, aber nahezu überschallschnellen Einschienenbahn – die verfallene Stadt wieder zu verlassen.
Doch auch der psychopathische Blaine will das Ka-Tet töten, wenn es diesem nicht gelingt, ihm ein Rätsel zu stellen, das er nicht lösen kann.
Mit diesem Wettstreit bei Überschallgeschwindigkeit endet tot. mit einem Cliffhanger.